# Tre dollari d'oro
Tre dollari d'oro (3 Gold Coins) è un film muto del 1920 diretto da Clifford Smith. Sceneggiato da Alvin J. Neitz su un soggetto di H.H. Van Loan, il film fu prodotto dalla Fox Film Corporation. Aveva come interpreti Tom Mix, uno dei più famosi cowboy dello schermo, Margaret Loomis, Frank Whitson, Bert Hadley, Dick Rush.

## Trama
Bob Fleming è talmente abile con la pistola che vince un premio di tre monete d'oro messo in palio dal milionario Luther Reed. Il cowboy fa una buona impressione anche su Betty, la bella figlia di Reed, oltre che su tutti gli altri. J. M. Ballinger e Rufus Berry, due truffatori, appena arrivati in città si rendono conto dell'ammirazione che suscita Bob in tutta la cittadinanza e decidono di mettere a frutto questo sentimento quando pianificano il loro imbroglio ai danni degli abitanti del posto, programmando di fare di lui il loro capro espiatorio. Coinvolgono infatti l'ignaro cowboy nella loro truffa che consiste nel far credere che nei terreni di Bob ci sia il petrolio. Vendendo azioni fasulle alla popolazione, fanno cadere la colpa della truffa su di lui che non solo viene ritenuto colpevole di frode, ma viene anche scambiato per Pat Duncan, un noto fuorilegge. Dopo diverse avventure, Bob riesce a catturare il vero Duncan, si libera dalle false accuse dimostrando la propria innocenza e conquista il cuore e la mano di Betty.

## Produzione

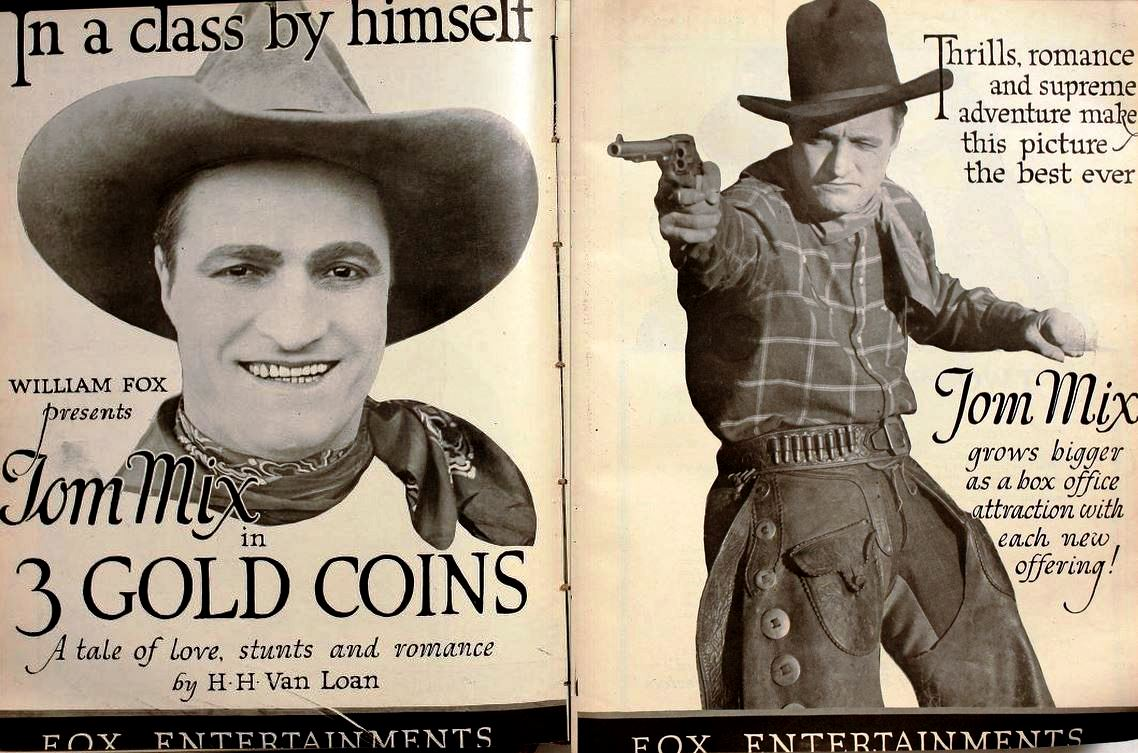
Pubblicità su Motion Picture News (5 giugno 1920)

Il film fu prodotto dalla Fox Film Corporation.

## Distribuzione
Il copyright del film, richiesto da William Fox, fu registrato il 4 luglio 1920 con il numero LP15350.

Distribuito dalla Fox Film Corporation, il film uscì nelle sale statunitensi nel luglio 1920. In Brasile, prese il titolo As Três Moedas de Ouro. In Italia, distribuito dalla Fox, ottenne nel luglio 1925 il visto di censura numero 20788.
Non si conoscono copie ancora esistenti della pellicola che viene considerata presumibilmente perduta.